# Loc. cit.
Loc. cit. (do Latim, loco citato, "no lugar citado") é uma abreviatura usada para prover uma nota de rodapé, na qual se remete à citação anterior da mesma obra e página após outras notas intercaladas.

## Op. cit vs loc. cit.
Ambas são utilizadas em notas de referência para indicar citação anterior não subsequente. Porém, a primeira refere-se à mesma obra, a segunda, à mesma página.
Exemplo:
1. Frédéric Lenoir, Du bonheur – Un voyage philosophique. Paris, Fayard, 2013, pp.39
2. Umberto Eco, Como se faz uma tese. São Paulo, Perspectiva, 2004, pp. 133
3. Frédéric Lenoir, op. cit., loc. cit.
4. Umberto Eco, op. cit., pp. 130